# 小淵健太郎
小渊健太郎（日语：／ Kobuchi Kentarō，1977年3月13日—）是、宮崎县宮崎市出身的音乐家、作詞家、作曲家。是日本乐团可苦可乐的成员、担任声乐、吉他手、和声歌手。呢称是「コビィ」、「主任」、「ケン坊」、「健ちゃん」、「コブちゃん」等。

## 个人履历
- 1977年、宮崎县宮崎市出生，是家中长男。受到家中所教日本民谣的影响、从小便对音乐抱有兴趣。
- 中学時代（1989年4月～1992年3月）在游泳部。
- 1992年4月、宮崎县立宮崎工業高等学校電子科 現・電子情報科 入学。
- 高中時代（1992年4月～1995年3月）加入羽毛球部，但一年便退出。之后、带上吉他、在各处的乐团兼职于文化祭，演出中出演。
- 曾考虑高中毕业后做西装裁缝、并曾填报相关的专门学校，但因为家长反对而作罢。
- 1995年4月、进入萨尼克斯福岡支店、之后调任大阪支店。
- 1997年冬（当时20歳）、和中学時代的校友、自高中开始交往的女友结婚。
- 1998年、升任主任的同时，调任堺支店。工作同时、开始街边献唱。当时、被现在的乐队同伴黑田俊介吸引。听闻其不能作原创曲、在工作移动的空闲时作曲、并将其当作礼物赠与黑田、但又因为黑田不太会弹吉他、顺其自然的，小渊出任了吉他手。这便是两人首次合作献唱的桜。

之后、关于他们的音乐活动请参考可苦可乐#来历。
- 2008年12月9日、长男长女双胞胎诞生。
- 2011年8月28日、因为喉疾宣布暂停可苦可乐演艺活动。
- 2013年9月18日、第一张个人名义发布的单曲ツマビクウタゴエ 〜Kobukuro songs, acoustic guitar instrumentals〜发卖。[1]